# Stenogobius alleni
Stenogobius alleni es una especie de pez de la familia de los Gobiidae en el orden de los Perciformes.

## Morfología
Los machos pueden llegar a alcanzar los 3,7 cm de longitud total y las  hembras 3.91.

## Hábitat
Es un pez  de clima tropical y demersal.

## Distribución geográfica
Se encuentra en Oceanía: Nueva Bretaña (Archipiélago Bismarck, Papúa Nueva Guinea ).

## Observaciones
Es inofensivo para los humanos.